# Bombylius tuckeri
Bombylius tuckeri är en tvåvingeart som beskrevs av Hesse 1938. Bombylius tuckeri ingår i släktet Bombylius och familjen svävflugor.
Artens utbredningsområde är Namibia. Inga underarter finns listade i Catalogue of Life.